# Di Yi
Di Yi (帝乙) fue un rey de China de la dinastía Shang del período 1101-1076 a. C.. Su capital estaba en Yin Xu.
De acuerdo con los Anales de Bambú, durante el tercer año de su reinado, ordenó a Nanzhong luchar contra el kun bárbaro, y construyó Shuofang (朔方), en Mongolia. También luchó contra los Renfang.

## Hijos
- Rey Zhou de Shang, el último emperador Shang[2]
- Weiziqi (微子啟), el hijo mayor. Después de sucumbir la dinastía Shang ante la dinastía Zhou, fue premiado con el estado Song.
- Weizhong (微仲), segundo gobernante de Song
- Jizi, legendario gobernante de Gojoseon[3]